# Bezugspegel (Tontechnik)
Der Begriff Bezugspegel hat in der Tontechnik zwei unterschiedliche Bedeutungen:
- zum einen wird ein Pegel als Bezugspegel bezeichnet, wenn er sich auf eine konkrete Pegelangabe bezieht; diese ist dann der Referenzwert. Beispielsweise kann für die Pegeleinheit dBu der Bezugspegel 0 dBu = 775 mV (effektiv) sein.
- Zum anderen kann der Bezugspegel ein Pegel sein, für den ein bestimmtes Gerät, ein Eingang, ein Ausgang oder eine ganze Gerätekette ausgelegt ist, hier ist Bezugspegel gleich Nennpegel.

## Internationale Referenzwerte
| Pegeleinheit | Ref.wert        | Physikalische Größe | Bemerkung                                         | Anwendungsgebiet                  |
| ------------ | --------------- | ------------------- | ------------------------------------------------- | --------------------------------- |
| 0 dBu        | U0 = 0,775 Veff | Spannung            | Spannung, die an 600 Ohm 1 mWeff Leistung umsetzt | Audio, Technik, Telekommunikation |
| 0 dBV        | U0 = 1 Veff     | Spannung            | entspricht 2,22 dBu                               | Audio, Technik, USA               |
| 0 dBm        | P0 = 1 mWeff    | Leistung            | Referenzwert an R = 600 Ohm                       | Fernmeldetechnik                  |
| 0 dBm        | P0 = 1 mWeff    | Leistung            | Referenzwert an R = 50 Ohm                        | HF-Technik                        |
| 0 dBm        | P0 = 1 mWeff    | Leistung            | Referenzwert an R = 75 Ohm                        | HF-Technik (Fernsehen)            |

## Vergleich wichtiger Tonpegel
Für Rundfunk und Fernsehen wurde der analoge Bezugspegel oder Nennpegel nach einer ARD-Vereinbarung auf +6 dBu festgelegt, entsprechend 1,55 V (effektiv). Er bezieht sich auf einen Pegel von 0 dBu bei 0,775 V (Effektivwert) und wird mit einem genormten Aussteuerungsmesser gemessen.
Im Bereich der EBU (European Broadcasting Union) und der ARD (Arbeitsgemeinschaft der öffentlich-rechtlichen Rundfunkanstalten der Bundesrepublik Deutschland) entspricht dieses in der digitalen Signalverarbeitung dem Skalenwert −9 dBFS (FS = full scale). Analog-Digital-Umsetzer und Digital-Analog-Umsetzer für Audiosignale sind entsprechend justiert. Die Gleichung +6 dBu = −9 dBFS = 0 dBr (relativ zum Studiopegel bzw. Vollaussteuerung) ist keine allgemeingültige Vorschrift, sondern basiert allein auf einer Vereinbarung der Mitglieder der ARD-Rundfunkanstalten untereinander. Eine abweichende Einstellung (Pegelung) von AD- und DA-Wandlern sowie insbesondere die Verwendung nicht „normgerechter“ Aussteuerungsmesser führen zu völlig anderen dB-Werten.
Aus den USA kommt der analoge Bezugspegel von +4 dBu, entsprechend 1,228 V (Effektivwert) für die Tontechnik und bei der Beschallung.
Es gibt auch den Bezugspegel von 0 dBV, entsprechend genau 1 V (effektiv) und den Heimgerätepegel (USA) mit −10 dBV, entsprechend 0,3162 V (effektiv).
|                   | dB (Schalldruckpegel)            | dBV (Konsumelektronik)              | dBu (TV BRD)         | dBu (TV USA)          | dBr (Studiopegel) | dBFS (Digitalpegel) |
| ----------------- | -------------------------------- | ----------------------------------- | -------------------- | --------------------- | ----------------- | ------------------- |
| Clipgrenze        | (Schmerzschwelle)                | (Verzerrung)                        | +15 dBu (Verzerrung) | +22 dBu (Verzerrung)  | (Verzerrung)      | 0 dBFS              |
| Vollaussteuerung  | –                                | −10 dBV (= −7,78 dBu = 0,3162 Veff) | +6 dBu (= 1,55 Veff) | +13 dBu               | 0 dBr             | −9 dBFS             |
| genormter Testton | –                                | −19 dBV                             | −3 dBu               | +4 dBu (= 1,228 Veff) | −9 dBr            | −18 dBFS            |
| Bezugsgröße       | Hörschwelle (2 · 10−5 Pa) = 0 dB | 0 dBV = 1 Veff                      | 0 dBu = 0,775 Veff   | 0 dBu = 0,775 Veff    | Vollaussteuerung  | Clipping            |